# سان جورجيو لا مولارا
سان جورجيو لامولارا؛ هي بلدية (بلدية) في مقاطعة بينيفينتو في منطقة كامبانيا الإيطالية، وتقع حوالي 70 كم شمال شرق نابولي وحوالي 20&nbsp؛ على بعد كم من شمال شرق بينيفنتو.
تقع بلدية سان جورجيو مولارا على حدود البلديات التالية: بونالبيرغو و كاسالبور و فويانو دي فورتور وجينسترا ديجلي شيافوني ومولينارا و مونتيفالكون دي فال فورتور وبادولي وباجو فيانو و سان ماركو دي كافوتي. هاجر العديد من سكان سان جورجيو لا مولارا إلى جنوب أستراليا بعد الحرب العالمية الثانية بسبب نقص فرص العمل في جنوب إيطاليا في فترة ما بعد الحرب.

## روابط خارجية
- الموقع الرسمي